# Liste des maires de Bernay
Cet article dresse une liste par ordre de mandat des maires de Bernay.

## Liste des maires
| Période                                  | Période                       | Identité                        | Étiquette                                          | Qualité |
| ---------------------------------------- | ----------------------------- | ------------------------------- | -------------------------------------------------- | --- |
| Les données manquantes sont à compléter. |                               |                                 |                                                    | |
| 1790                                     | 1791                          | Robert Lindet                   | Club des Jacobins                                  | Député |
| 1791                                     | 1792                          | Adrien-Georges Buschey des Noës |                                                    | Député |
| 1792                                     | An III                        | Le Cordier-Dorival              |                                                    | |
| An IV                                    | An IV                         | Martin Leconte                  |                                                    | |
| An IV                                    | An IV                         | Louis Lefevre                   |                                                    | |
| An IV                                    | An VI                         | Philippe Harou                  |                                                    | |
| An VI                                    | An VII                        | Jean-François Mutel             |                                                    | |
| An VII                                   | An VIII                       | Pierre Boivin                   |                                                    | |
| An VIII                                  | 1810                          | Jean-François Mutel Père        |                                                    | |
| 1810                                     | 1816                          | Gabriel Bautier                 |                                                    | |
| 1816                                     | 1821                          | Pierre Prétavoine               |                                                    | |
| 1821                                     | 1823                          | Stillière-Lalande               |                                                    | |
| 1823                                     | 1825                          | Jules Mutel de Boucheville      |                                                    | |
| 1825                                     | 1830                          | Dulac de Fugères                |                                                    | |
| 1830                                     | 1830                          | Boivin-Despares                 |                                                    | |
| 1830                                     | 1831                          | Dulac de Fugères                |                                                    | |
| 1832                                     | 1840                          | Parfait Lys                     |                                                    | Député (élu en 1934) |
| 1841                                     | 1860                          | Pierre-Baptiste Dubus           |                                                    | |
| 1860                                     | 1866                          | Emile Focet                     |                                                    | |
| 1867                                     | 1870                          | Thomas Simon                    | Droite                                             | Conseiller général de Bernay (1874 → 1877 et 1881 → 1883) |
| 1870                                     | 1882                          | Maurille Rousseau               | Républicain de droite                              | Marchand chapelier Conseiller général de Bernay (1886 → 1892) |
| 1882                                     | 1884                          | Louis Leprince                  |                                                    | |
| 1884                                     | 1888                          | Philippe Lalonde                |                                                    | |
| 1888                                     | 1902                          | Léon Puel                       | Républicain                                        | Ancien greffier au Tribunal de première instance Conseiller général de Bernay (1892 → 1917) |
| 1902                                     | 1904                          | Prosper Goudriet                |                                                    | |
| 1904                                     | 1912                          | Léon Puel                       | Républicain                                        | Ancien greffier au Tribunal de première instance Conseiller général de Bernay (1892 → 1917) |
| 1912                                     | 1925                          | Auguste Celos                   | RD                                                 | Employé de préfecture Conseiller général de Bernay (1919 → 1928) |
| 1925                                     | 1933                          | Alfred Herbert                  |                                                    | |
| 1938                                     | 1944                          | Georges Varin                   |                                                    | Nommé conseiller départemental en 1943 par le Régime de Vichy |
| septembre 1944                           | septembre 1981                | Gustave Héon,                   | Soc.ind. puis RPF puis UDSR puis RGR puis UDF-Rad. | Professeur de mathématiques, Résistant Nommé maire par le Comité départemental de Libération puis élu maire. Sénateur de l'Eure (1962 → 1981) Conseiller général de Bernay (1945 → 1979) Président du conseil général de l'Eure (1958 → 1979) Chevalier de la Légion d'honneur Officier de l'Instruction publique Mort en fonction |
| novembre 1981                            | mars 1983                     | Marie-Louise Hemet              | UDF                                                | |
| mars 1983                                | janvier 2003                  | Joël Bourdin                    | UDF puis UMP                                       | Professeur de finance à l'Université de Caen Sénateur de l'Eure (1989 → 2014) Conseiller général de Bernay-Ouest (1985 → 2004) Vice-président du conseil général de l'Eure ( ? → 2004) Président de la CC de Bernay et des environs[Quand ?] Démissionnaire                                                                        |
| janvier 2003                             | mars 2016                     | Hervé Maurey                    | UDI                                                | Chef d'entreprise Conseiller général de Bernay-Ouest (2004 → 2009) Sénateur de l'Eure (2008 → ) Conseiller régional de Normandie (2016 → ? ) Président de la CC de Bernay et des environs ( ? → 2016) Démissionnaire |
| mai 2016                                 | juillet 2020,                 | Jean-Hugues Bonamy              | UDI                                                | Agent d'assurances Conseiller général de Bernay-Ouest (2009 → 2015) Conseiller départemental de Bernay (2015 → 2021) Vice-président du conseil départemental de l'Eure ( ? → 2021) Président de la CC de Bernay et des environs (2016 → 2017) Vice-président de la CC Intercom Bernay Terres de Normandie (2017 → 2020)            |
| juillet 2020                             | En cours (au 5 décembre 2023) | Marie-Lyne Vagner               | SE-DVD                                             | Cheffe d'entreprise Vice-présidente de la CC Intercom Bernay Terres de Normandie (2020 → ) Conseillère départementale de Bernay (2021 → ) |